# Andrea Semino

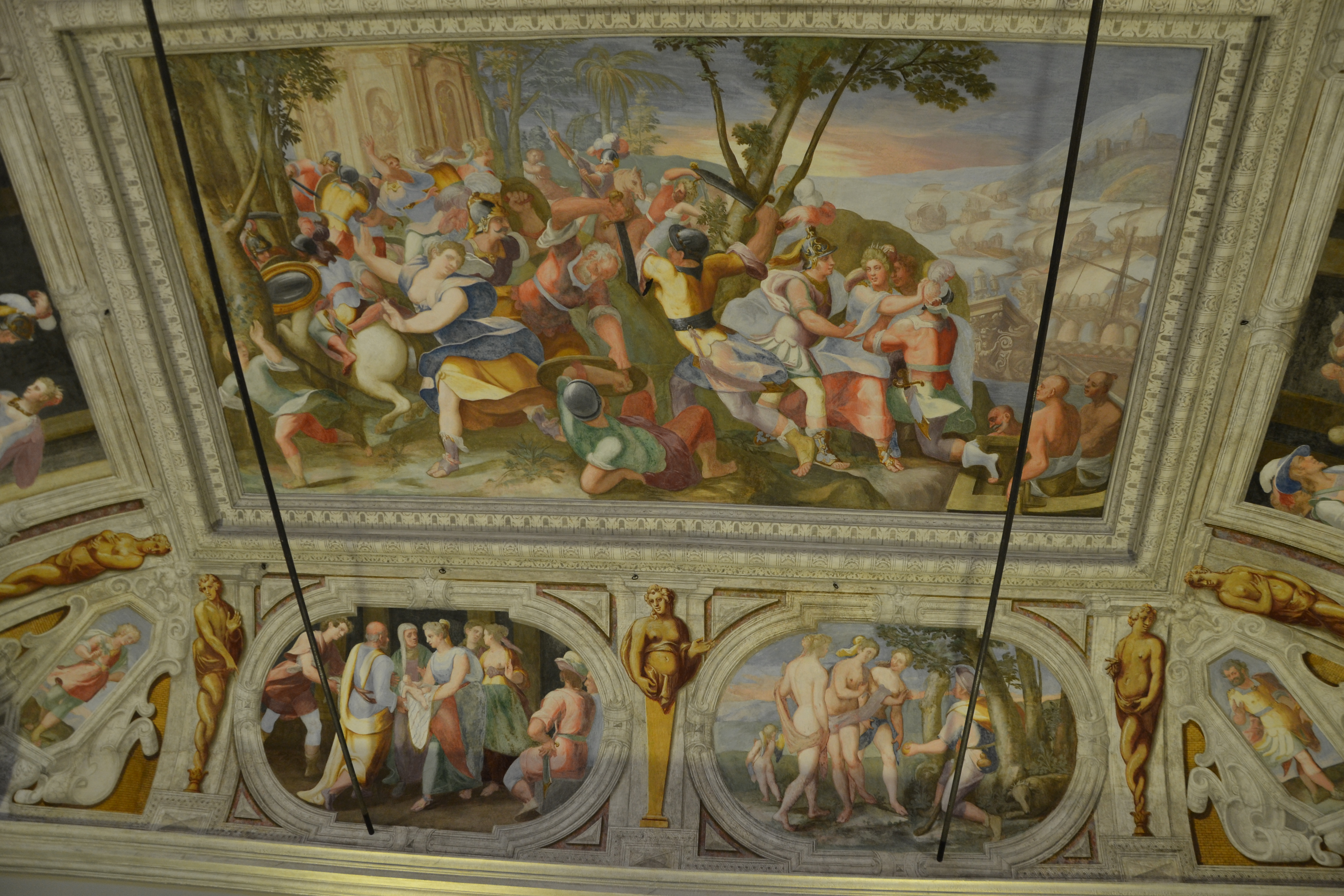
Palazzo Ambrogio Di Negro, decorazione della volta

Andrea Semino (Genova, 1526 circa – 1594) è stato un pittore italiano.

## Biografia

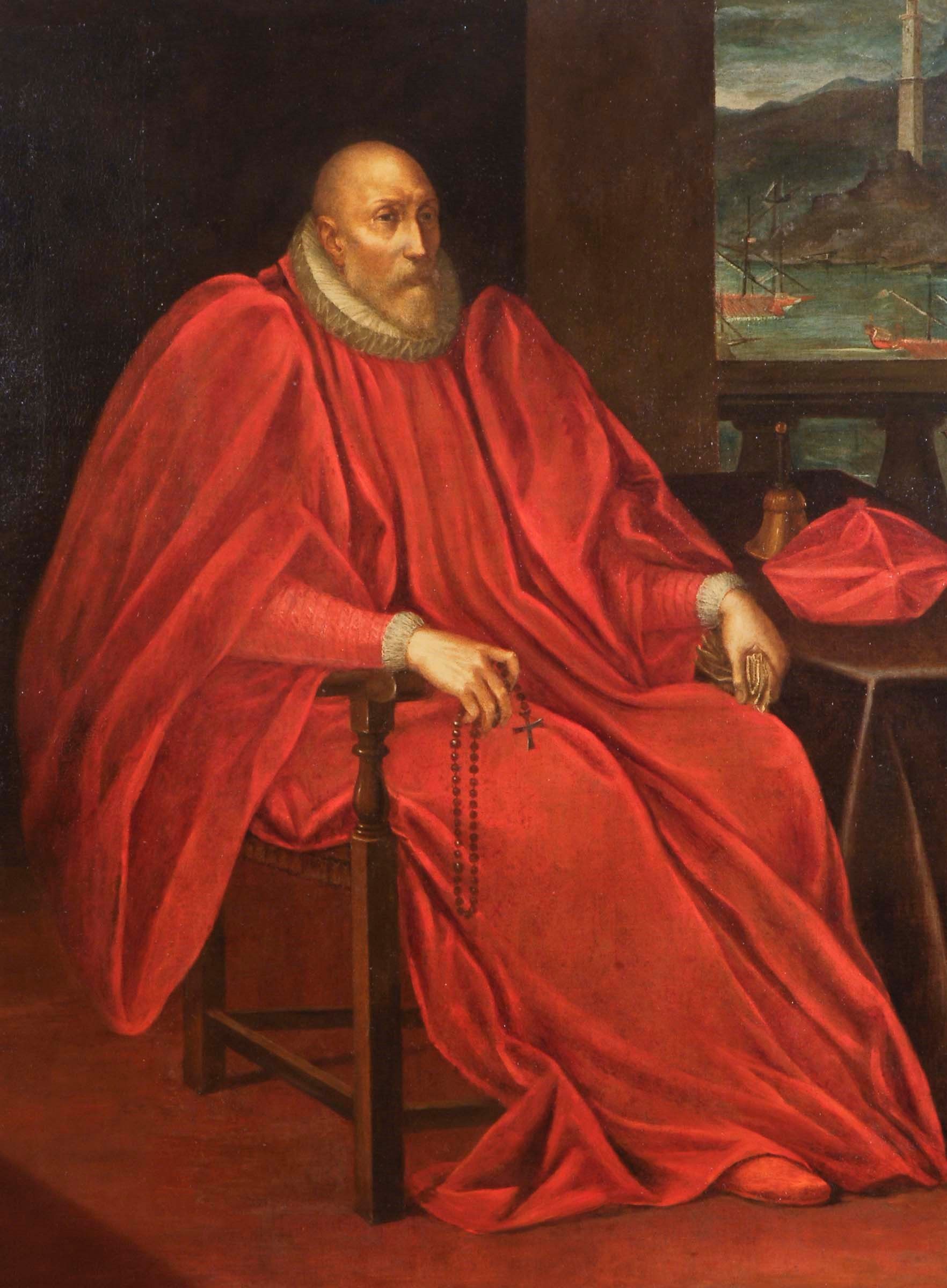
Andrea Semino
Ritratto del doge Simone Spinola

Si formò alla scuola del padre Antonio, come fratello minore Ottavio, con il quale compì verso la metà del secolo un'esperienza romana. Tornato a Genova, collaborò nel 1552 con Luca Cambiaso alla decorazione della cappella Centurione in Santa Maria degli Angeli. Negli anni seguenti proseguì con il fratello la produzione di pale d'altare della bottega paterna, in un ambiente dominato dalle personalità di Luca Cambiaso e di Giovan Battista Castello.
Dopo il 1560 il Semino si affermò come frescante nelle decorazioni dei palazzi gentilizi, un genere di pittura celebrativa e ornamentale che, dopo le grandi prove di Perin del Vaga, conobbe una buona fortuna con Giovan Battista Castello. Sotto la direzione di questi il Semino partecipò alla impresa decorativa del Palazzo Tommaso Spinola con l'affresco Gesta militari di Tommaso Spinola e figure allegoriche del 1565 circa; subito dopo lavorò autonomamente in Palazzo Pallavicini-Cambiaso con il fratello Ottavio, nel Palazzo Lomellino con affreschi di Episodi di storia romana del 1569 e nel Palazzo Giovanni Battista Spinola; in tutte le decorazioni mostra di aver saputo mettere a frutto l'esperienza della pittura manieristica dell'Italia centrale, in particolare di Salviati. Tra i dipinti di destinazione sacra quelli della cappella di Paride Pinelli della chiesa della Annunziata di Portoria sono tra i pochi databili con sicurezza: la Natività, l'Annuncio ai pastori e il Sogno di Giuseppe risalgono al 1567.
Con il fratello Ottavio lavorò anche a Milano in Palazzo De Marini, dove dipinse il Concilio degli dei, andato distrutto.
Tornato a Genova nel 1575 proseguì con successo l'attività di decoratore, anche se di facciate; nello stesso tempo il Semino seppe fra i primi  rispondere alle nuove esigenze di rappresentazione dell'arte sacra. È stato attribuito alla fase tarda della sua attività il ciclo decorativo che ricopre le volte delle tre sale del piano nobile del Palazzo Ambrogio Di Negro di Via San Luca. La sala principale ospita il grande affresco con "Il Ratto di Elena", circondato da riquadri con episodi della vita di Paride, mentre le due sale Minori ospitano i cicli di Danae e del figlio Perseo. Secondo recenti studi, all'opera avrebbero partecipato anche i figli di Andrea, Cesare e Alessandro, e il fratello Ottavio. Le altre principali opere di quest'ultimo periodo sono:
- Immacolata Concezione, 1588, San Pietro in Banchi
- Il Salvatore, san Matteo, san Mauro con il doge Niccolò e la principessa Aurelia Grimaldi, chiesa di san Matteo, Genova
- Immacolata Concezione, chiesa dell'Annunciata, Savona
- Annunciazione, Chiesa abbaziale di Santa Maria Assunta, La Spezia

Il 28 ottobre 2005 a Boasi è stata rubata da ignoti una tela di grande valore raffigurante l'Incredulità di San Tommaso dipinta nel XVI secolo da un allievo di Andrea Semino. L'opera d'arte non è ancora stata ritrovata e le misure della sua cornice erano 150 centimetri di altezza e 122 centimetri di larghezza.